# Grammy Awards 2004
La 46ª edizione dei Grammy Award si è svolta l'8 febbraio 2004 allo Staples Center di Los Angeles.
La cerimonia è stata trasmessa in diretta televisiva negli Stati Uniti dall'emittente CBS.
I plurivincitori nelle principali categorie sono stati il gruppo OutKast, che si sono aggiudicati tre premi tra cui quello di "album dell'anno", e la cantante Beyoncé, vincitrice di sei riconoscimenti.

## Vincitori e candidati
I vincitori sono scritti in grassetto.

### Categorie principali

#### Registrazione dell'anno
- Clocks - Coldplay; Coldplay e Ken Nelson (produttori); Coldplay, Ken Nelson e Mark Phythian (ingegneri/mixers)
- Crazy in Love -  Beyoncé e Jay-Z; Rich Harrison e Beyoncé Knowles (produttori); Jim Caruana e Tony Maserati (ingegneri/mixers)
- Where Is the Love? - Black Eyed Peas e Justin Timberlake; Ron Fair e will.i.am (produttori); Dylan Dresdow e Tony Maserati (ingegneri/mixers)
- Lose Yourself - Eminem; Eminem (produttore); Eminem, Steve King e Micheal Strange Jr. (ingegneri/mixers)
- Hey Ya! - OutKast; André 3000 (produttore); Kevin “KD” Davis, John Frye, Robert Hannon, Pete Novak e Neal Pogue (ingegneri/mixers)

#### Canzone dell'anno
- Dance with My Father, scritta da Luther Vandross & Richard Marx, cantata da Luther Vandross
- Beautiful, scritta da Linda Perry, cantata da Christina Aguilera
- I'm with You, scritta da Avril Lavigne & The Matrix, cantata da Avril Lavigne
- Keep Me in Your Heart, scritta da Jorge Calderón & Warren Zevon, cantata da Warren Zevon
- Lose Yourself, scritta da Jeff Bass, Eminem & Luis Resto, cantata da Eminem

#### Miglior artista esordiente
- Evanescence
- 50 Cent
- Fountains of Wayne
- Heather Headley
- Sean Paul

#### Album dell'anno
- Speakerboxxx/The Love Below - OutKast
- Elephant - The White Stripes
- Fallen - Evanescence
- Justified - Justin Timberlake
- Under Construction - Missy Elliott

### Pop

#### Miglior album pop vocale
- Justified - Justin Timberlake
- Stripped - Christina Aguilera
- Brainwashed - George Harrison
- Bare - Annie Lennox
- Motown - Michael McDonald

#### Miglior interpretazione vocale pop femminile
- Christina Aguilera - Beautiful
- Kelly Clarkson - Miss Independent
- Dido - White Flag
- Avril Lavigne - I'm with You
- Sarah McLachlan - Fallen

#### Miglior interpretazione vocale pop maschile
- Justin Timberlake - Cry Me a River
- George Harrison - Any Road
- Michael McDonald - Ain't No Mountain High Enough
- Sting - Send Your Love
- Warren Zevon - Keep Me in Your Heart

#### Miglior interpretazione vocale pop di gruppo
- No Doubt - Underneath It All
- Bon Jovi - Misunderstood
- The Eagles - Hole in the World
- Fountains of Wayne - Stacy's Mom
- Matchbox Twenty - Unwell

#### Miglior collaborazione vocale pop
- Sting e Mary J. Blige - Whenever I Say Your Name
- Christina Aguilera e Lil' Kim – Can't Hold Us Down
- Tony Bennett e k.d. lang – La Vie en rose
- Bob Dylan e Mavis Staples – Gonna Change My Way of Thinking
- Pink e William Orbit – Feel Good Time

### Rock

#### Miglior album rock
- One by One - Foo Fighters
- Audioslave - Audioslave
- Fallen - Evanescence
- More Than You Think You Are - Matchbox Twenty
- The Long Road - Nickelback

#### Miglior canzone rock
- Seven Nation Army, scritta da Jack White, cantata da The White Stripes
- Bring Me to Life, scritta da David Hodges, Amy Lee e Ben Moody, cantata da Evanescence
- Someday, scritta da Chad Kroeger, Mike Kroeger, Ryan Peake e Ryan Vikedal, cantata da Nickelback
- Disorder in the House, scritta da Jorge Calderón e Warren Zevon, cantata da Bruce Springsteen e Warren Zevon
- Calling All Angels, scritta da Charlie Colin, Pat Monahan, Jimmy Stafford e Scott Underwood, cantata da Train

#### Miglior interpretazione vocale rock femminile
- Pink - Trouble
- Michelle Branch – Are You Happy Now?
- Avril Lavigne – Losing Grip
- Bonnie Raitt – Time of Our Lives
- Lucinda Williams – Righteously

#### Miglior interpretazione vocale rock maschile
- Dave Matthews – Gravedigger
- David Bowie – New Killer Star
- Bob Dylan – Down in the Flood
- Lenny Kravitz – If I Could Fall in Love
- Tom Waits – Return of Jackie and Judy

#### Miglior interpretazione rock di un duo o un gruppo
- Bruce Springsteen e Warren Zevon - Disorder in the House
- Foo Fighters – Times Like These
- Radiohead – There There
- The White Stripes – Seven Nation Army
- Train – Calling All Angels

#### Miglior interpretazione metal
- Metallica – St. Anger
- Korn – Did My Time
- Marilyn Manson – Mobscene
- Spineshank – Smothered
- Stone Sour – Inhale

#### Miglior interpretazione hard rock
- Evanescence ft. Paul McCoy - Bring Me to Life
- Audioslave - Like a Stone
- Godsmack - Straight Out of Line
- Jane's Addiction - Just Because
- Queens of the Stone Age - Go with the Flow

### Alternativa

#### Miglior album di musica alternative
- Elephant - The White Stripes
- Fight Test - The Flaming Lips
- Hail to the Thief - Radiohead
- ( ) - Sigur Rós
- Fever to Tell - Yeah Yeah Yeahs

### R&B

#### Miglior album R&B
- Dance with My Father - Luther Vandross
- Worldwide Underground - Erykah Badu
- Bittersweet - Blu Cantrell
- So Damn Happy - Aretha Franklin
- Body Kiss - The Isley Brothers

#### Miglior canzone R&B
- Crazy in Love, scritta da Beyoncé, Rich Harrison e Jay-Z, eseguita da Beyoncé e Jay-Z
- Comin' from Where I'm From, scritta da Mark Batson ed Anthony Hamilton, eseguita da Anthony Hamilton
- Dance with My Father, scritta da Richard Marx e Luther Vandross, eseguita da Luther Vandross
- Danger, scritta da Erykah Badu, J. Poyser, B.R. Smith e R.C. Williams, eseguita da Erykah Badu
- Rock wit U (Awww Baby), scritta da A. Douglas, I. Lorenzo ed A. Parker, eseguita da Ashanti

#### Miglior album R&B contemporaneo
- Dangerously in Love - Beyoncé

#### Miglior canzone urban/alternative
- Hey Ya! - OutKast

### Dance

#### Miglior registrazione dance
- Come into My World - Kylie Minogue
- Love One Another - Cher
- Easy - Groove Armada
- Die Another Day - Madonna
- Breathe - Télépopmusik

### Country

#### Miglior album country
- Livin', Lovin', Losin' - Songs of the Louvin Brothers - Artisti vari

### New Age

#### Miglior album new age
- One Quiet Night - Pat Metheny
- Inner Journeys: Myths & Legends - Cusco
- Solace - Michael Hoppé
- Red Moon - Peter Kater
- Sacred Journey of Ku-Kai - Kitarō

### Rap

#### Miglior album rap
- Speakerboxxx/The Love Below - OutKast
- Get Rich or Die Tryin' - 50 Cent
- Under Construction - Missy Elliott
- The Blueprint 2: The Gift & the Curse - Jay-Z
- Phrenology - The Roots

#### Miglior canzone rap
- Lose Yourself, scritta da Jeff Bass, Eminem e Luis Resto, cantata da Eminem
- Beautiful, scritta da Snoop Dogg, Chad Hugo e Pharrell Williams, cantata da Snoop Dogg and Pharrell
- Excuse Me Miss, scritta da Jay-Z, Chad Hugo e Pharrell Williams, cantata da Jay-Z and Pharrell
- In da Club, scritta da Mike Elizondo, 50 Cent e Dr. Dre, cantata da 50 Cent
- Work It, scritta da Missy Elliott e Timbaland, cantata da Missy Elliott

#### Migliore collaborazione con un artista rap
- Beyoncé e Jay-Z – Crazy in Love
- Black Eyed Peas feat. Justin Timberlake – Where Is the Love?
- LL Cool J feat. Marc Dorsey – Luv U Better
- Snoop Dogg feat. Pharrell e Uncle Charlie Wilson – Beautiful
- Pharrell feat. Jay-Z – Frontin'

### Raggae

#### Miglior album reggae
- Dutty Rock - Sean Paul
- Friends for Life - Buju Banton
- Freeman - Burning Spear
- Ain't Givin' Up - Third World
- No Holding Back - Wayne Wonder

### Produzione

#### Produttore dell'anno, non classico
- The Neptunes
- Nigel Godrich
- Jimmy Jam & Terry Lewis
- The Matrix
- Outkast

#### Miglior composizione remixata, non classica
- "Crazy in Love (Maurice's Soul Mix)" - Maurice Joshua
- "Beautiful (Peter Rauhofer Mix)" - Club 6
- "Don't Make Me Come to Vegas (Timo on Tori)" - Martin Buttrich e Timo Maas
- "Get It Together (Bill Hamel Vocal Mix)" - Bill Hamel
- "Lei Lo Lai (MAW Mix)" - Masters at Work

### Videoclip

#### Miglior videoclip
- Hurt - Johnny Cash; Mark Romanek (regista); Aris McGarry (produttore)[3]
- The Scientist - Coldplay
- Die Another Day - Madonna
- Concrete Angel - Martina McBride
- Hey Ya! - OutKast